# Neobisium medvedevi
Neobisium medvedevi es una especie de arácnido del orden Pseudoscorpionida de la familia Neobisiidae.

## Distribución geográfica
Se encuentra en Azerbaiyán.